# Cristian Javier
Cristian Javier (Santo Domingo, República Dominicana, 26 de marzo de 1997), es un jugador profesional dominicano de béisbol que se desempeña en la posición de lanzador en Houston Astros, equipo de las Grandes Ligas de Béisbol (MLB).

## Carrera
En 2020, Javier hizo su debut en la MLB con el equipo Houston Astros, donde lleva jugando cinco temporadas.